# باشگاه فوتبال اف‌اس‌وی فرانکفورت
باشگاه فوتبال اف‌اس‌وی فرانکفورت (انگلیسی: FSV Frankfurt) یک باشگاه فوتبال در شهر فرانکفورت، آلمان است.
این باشگاه که در سال ۱۸۹۹ میلادی تأسیس شده‌است سابقه یک نائب قهرمانی در سال ۱۹۲۵ در لیگ دسته اول فوتبال آلمان و یک نایب قهرمانی در جام حذفی فوتبال آلمان در سال ۱۹۳۸ میلادی را در کارنامه دارد. احسان حاج صفی، بازیکن تیم ملی فوتبال ایران به مدت یک فصل (۲۰۱۵–۲۰۱۶) سابقه بازی در این تیم را در رزومه خود دارد.

## بازیکنان برجسته
- احسان حاج صفی